# Zespół łamliwego chromosomu X
Zespół łamliwego chromosomu X, zespół kruchego chromosomu X, zespół Martina-Bell (ang. fragile X syndrome, FraX, FRA-X, Martin-Bell syndrome) – choroba genetyczna cechująca się obniżeniem poziomu rozwoju intelektualnego różnego stopnia, i której niektóre objawy behawioralne niekiedy pokrywają się z objawami charakterystycznymi dla autyzmu.

## Występowanie
Źródła polskie podają, że choroba występuje u chłopców z częstością 1:1200–3600, a u dziewczynek z częstością 1:4000–6000. Jest to najczęstsza dziedziczna przyczyna niepełnosprawności intelektualnej u chłopców i druga co do częstości wśród przyczyn genetycznych (po zespole Downa). W większości przypadków nie jest prawidłowo rozpoznawana, zwłaszcza u kobiet.

## Etiologia

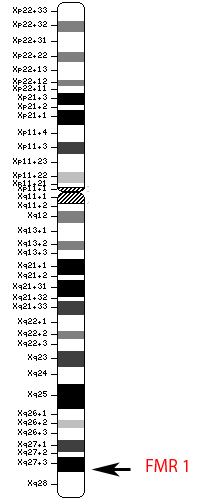
Lokalizacja genu FMR1 na chromosomie X

Mutacja w genie FMR1, odkrytym w 1991 i zlokalizowanym na chromosomie X (długie ramię, pozycja 27.3, między 147 911 951 a 147 951 125 parą zasad). Jest to mutacja dynamiczna – polega na powieleniu segmentu genu o sekwencji trzech nukleotydów CGG. 65-200 powtórzeń to tzw. premutacja, najczęściej nie dająca objawów chorobowych, ale mająca tendencję do „wydłużania się” w kolejnych pokoleniach. Ponad 200 powtórzeń to pełna mutacja, która daje objawy u wszystkich obciążonych nią chłopców i u około połowy dziewczynek.
Zespół łamliwego chromosomu X należy do grupy chorób spowodowanych powtórzeniami trinukleotydów.
Zespół łamliwego chromosomu X związany jest ze zjawiskiem określanym jako paradoks Sherman – polega ono na tym, że ryzyko wystąpienia choroby u rodzeństwa bezobjawowego nosiciela jest znacznie mniejsze niż u jego wnuków i prawnuków.
Białko FMRP, kodowane przez gen FMR1 jest niezbędne do prawidłowego rozwoju synaps między neuronami odpowiedzialnymi m.in. za procesy uczenia się i zapamiętywania. Jego brak powoduje opóźnienie dojrzewania neuronów, ale prawdopodobnie ich nie uszkadza ani nie prowadzi do ich obumierania, co daje szansę na opracowanie leków łagodzących objawy choroby nawet u osób dorosłych.

## Dziedziczenie
Zespół dziedziczony jest podobnie jak schorzenia sprzężone z chromosomem X, związane z genem dominującym o ograniczonej penetracji. 
Choroba może się ujawnić tylko, gdy nieprawidłowa wersja genu zostanie przekazana potomstwu przez matkę. W przypadku kobiet obciążonych wadą, połowa ich synów jest obciążona dużym ryzykiem upośledzenia umysłowego, a u córek ryzyko jest umiarkowane (30-50 proc, głównie z powodu fizjologicznej nieaktywności jednego z chromosomów X).
Mężczyzna, który jest nosicielem premutacji genu FMR1, przekaże ją wszystkim swoim córkom (nie otrzymają jej jednak synowie; płeć męska rozwija się bowiem z chromosomu Y), ale nie wystąpią u nich żadne objawy choroby. Przekażą one jednak swoim dzieciom wadliwy gen o jeszcze wyższej liczbie powtórzeń trójnukleotydu CGG, co zwiększy ryzyko rozwoju zaburzenia.
Według statystyk amerykańskich nosicielką zmutowanego genu FMR1 jest jedna na 259 kobiet. Aby precyzyjnie ustalić ryzyko pojawienia się choroby w rodzinie, w której występowały przypadki opóźnienia umysłowego, należy zgłosić się do poradni genetycznej.

## Objawy
- zaburzenia rozwoju umysłowego – szerokie spektrum: od problemów z mówieniem w wieku przedszkolnym i nauką szkolną po głębokie upośledzenie (85% pacjentów ma IQ w granicach 20-70); objawy są bardziej nasilone u mężczyzn
- nieśmiałość, utrudniony kontakt wzrokowy
- w części przypadków pojawiają się też objawy zbliżone do ADHD i autyzmu (autoagresja, trzepotanie rękami)
- obniżone napięcie mięśniowe

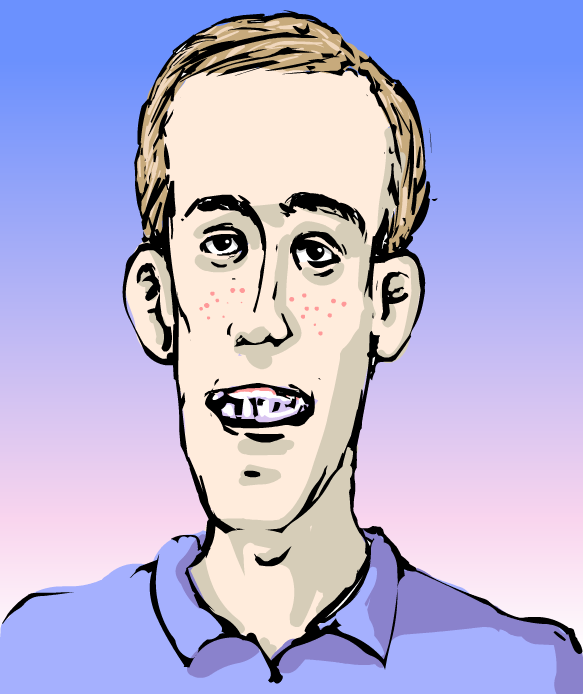
Typowy wygląd twarzy u mężczyzny z zespołem łamliwego chromosomu X

- charakterystyczne cechy wyglądu zewnętrznego występują głównie u mężczyzn w różnych kombinacjach; są widoczne u 60 proc. pacjentów, najczęściej dopiero po osiągnięciu dojrzałości:
  - pociągła twarz, wypukłe czoło
  - duży obwód czaszki (powyżej 50. centyla)
  - odstające uszy, zez, wystająca żuchwa (prognatyzm)
  - nadmierna ruchomość w stawach, płaskostopie, skolioza, klatka piersiowa lejkowata
  - makroorchidyzm – duże jądra (powyżej 25 ml u dorosłych)
- u pacjentów częściej pojawiają się także dodatkowe schorzenia:
  - szmery sercowe, zespół wypadania płatka zastawki mitralnej
  - przewlekłe zapalenia zatok i ucha środkowego
  - refluks żołądkowo-przełykowy
  - napady padaczkowe – u 25% chorych
  - zaburzenia nastroju.

U osób obciążonych premutacją FMR1 po 50. roku życia może dojść do rozwoju schorzenia zwanego zespołem drżenia i ataksji związanym z łamliwym chromosomem X (ang. Fragile X-associated Tremor/Ataxia Syndrome, FXTAS). Objawy przypominają chorobę Parkinsona:
- ataksja
- drżenie
- zaburzenia równowagi
- ubytki pamięci.

## Diagnostyka
Pierwsze objawy – obniżone napięcie mięśniowe, zaburzenia sensoryczne – nie są charakterystyczne i najczęściej nie są wiązane z tym schorzeniem. Rozwój psychoruchowy często przebiega prawidłowo lub z niewielkimi odchyleniami od normy aż do wieku przedszkolnego lub szkolnego, kiedy wyraźne stają się problemy komunikacyjne lub deficyt intelektualny.
Rozstrzygającym badaniem jest analiza DNA metodą reakcji łańcuchowej polimerazy, wykazująca istnienie premutacji bądź mutacji. W Polsce diagnostykę prowadzą wybrane, dysponujące metodami molekularnymi laboratoria genetyczne.
Powielenie segmentu chromosomu X powoduje jego przewężenie, które sprawia, że podczas obróbki laboratoryjnej chromosom ten często pękał – stąd pochodzi nazwa schorzenia.

## Różnicowanie
- ADHD
- autyzm i zespół Aspergera
- zespół Marfana
- zespół Retta
- zespół Pradera-Williego

## Leczenie
Aktualnie nie istnieje żadna sprawdzona metoda leczenia przyczynowego. Wskazane jest leczenie objawowe, m.in. opieka logopedy i psychologa dziecięcego, terapia integracji sensorycznej, nadpobudliwości czy zachowań agresywnych.